# Eme Ikwuakor
Eme Ikwuakor (nacido el 13 de agosto de 1984) es un actor estadounidense. Es conocido por sus papeles en Ink (2009), Extant (2014) y Gorgon en Inhumans (2017).

## Biografía
Eme Ikwuakor nació de Patricia y Killian Ikwuakor y es uno de los trillizos. Los otros trillizos son una hermana, Obi, y un hermano, AK, ex corredor All-American, atleta profesional y fundador de la organización sin fines de lucro Empower2Play; también tienen tres hermanos mayores. Eme asistió a la Universidad de Colorado con una beca de atletismo. Su asesor universitario le sugirió que intentara actuar en su lugar. Su primer papel importante fue en la película de ciencia ficción Ink de 2009. Continuó actuando mientras trabajaba de día, pero decidió dedicarse a la actuación a tiempo completo después de escribir, producir y protagonizar un cortometraje llamado Chance.
Eme comenzó a hacer apariciones en programas de televisión, como Hawaii Five-0, Castle y Extant. También apareció como él mismo, junto a su hermano Ak, en Are You Smarter than a 5th Grader?. Eme interpretó al personaje de Marvel Comics Gorgon en Marvel's Inhumans, que forma parte del Universo cinematográfico de Marvel.

## Filmografía

### Televisión
| Año       | Título                      | Personajes                            | Notas                                  |
| --------- | --------------------------- | ------------------------------------- | -------------------------------------- |
| 2010      | Outlaw                      | Joven Policía                         | Episodio: "In Re: Tracy Vidalin"       |
| 2011      | Love Bites                  | Seguridad                             | Episodio: "Sky High"                   |
| 2011      | Victorious                  | Antoni                                | Episodio: "A Christmas Tori"           |
| 2014      | Silicon Valley              | Doug                                  | Episodio: "The Cap Table"              |
| 2014      | Castle                      | Trabajador                            | Episodio: "That '70s Show"             |
| 2014      | Hawaii Five-0               | Guardia Súper Max                     | Episodio: "O ka Pili'Ohana ka 'Oi"     |
| 2014      | We Are Angels               | Mathias                               | 3 episodios                            |
| 2014      | Extant                      | Comandante de operaciones encubiertas | 4 episodios                            |
| 2014      | The Comeback                | Detective                             | Episodio: "Valerie Makes a Pilot"      |
| 2016      | Colony                      | Líder de escuadrón RedHat             | Episodio: "Pilot"                      |
| 2016      | NCIS: Los Ángeles           | Patrick Badri                         | Episodio: "Revenge Deferred"           |
| 2016      | How to Get Away with Murder | Hank                                  | Episodio: "Call It Mother's Intuition" |
| 2017      | Marvel's Inhumans           | Gorgon                                | Principal                              |
| 2018-2021 | On My Block                 | Dwayne Turner                         | Recurrente                             |

### Película
| Año  | Título                               | Personajes         | Notas                             |
| ---- | ------------------------------------ | ------------------ | --------------------------------- |
| 2008 | Unlocking the Secret                 | Pete               | Directo-a-video                   |
| 2009 | Ink                                  | Gabe               |                                   |
| 2009 | Midnight Raffle                      | Redbone            |                                   |
| 2010 | On the Run                           | Andre              | Corto                             |
| 2010 | Forever No More                      | Ethan Ward         | Corto                             |
| 2011 | The New Republic                     | Downs              |                                   |
| 2011 | The Candy Nazi                       | Brian              | Corto                             |
| 2011 | Paracusia                            | James              | Corto                             |
| 2011 | The Manager: The Clumsy Cameroonian  | Mohamadou          | Corto                             |
| 2012 | Remnant                              |                    | Corto                             |
| 2012 | It Gets Bigger                       | Eme                | Corto                             |
| 2013 | Miles Fisher: Finish What We Started |                    | Corto                             |
| 2013 | Murder in the Dark                   | Solo               |                                   |
| 2014 | Chance                               |                    | Corto; también produjo y escribió |
| 2014 | Not Safe for Work                    | Cómplice / Policía |                                   |
| 2014 | Looking for Lions                    | Sr. Jawara         |                                   |
| 2015 | My Favorite Five                     | James              |                                   |
| 2015 | Chinese New Year Hack                | Nuevo jefe         | Corto                             |
| 2015 | Everything Before Us                 | D.E.I. Agente #2   |                                   |
| 2015 | '51 Dons                             | Burl               | Corto                             |
| 2015 | Concussion                           | Amobi Okoye        | Sin acreditar                     |
| 2016 | Hold                                 | Shane              |                                   |
| 2022 | Moonfall                             | Doug Davidson      |                                   |
| 2022 | The Gray Man                         | Mr. Felix          |                                   |